# Petrophassa albipennis
Petrophassa albipennis е вид птица от семейство Гълъбови (Columbidae).

## Разпространение
Видът е разпространен в Австралия.